# Jurre Haanstra
Jurre Folkert (Jurre) Haanstra (Haarlem, 27 februari 1952) is een Nederlands musicus, (film)componist en arrangeur. Hij studeerde aan het Rotterdams Conservatorium.
Hij is een zoon van Bert Haanstra en de broer van Rimko Haanstra.
Jurre Haanstra heeft ook opgetreden als gastdirigent van onder meer het Residentie Orkest, het Nederlands Promenade Orkest en het Nederlands Metropole Orkest. Jurre Haanstra doceert filmcompositie aan het Conservatorium van Amsterdam.
Voor de cd Memorias de Cuba van Carel Kraayenhof orkestreerde hij de muziek voor het Metropole Orkest. Hij dirigeerde de uitvoering van deze muziek in het Concertgebouw Amsterdam op 30 september 2008.

## Componist
Jurre Haanstra componeerde veel muziek voor films en televisieseries. 
Voor de tv-serie 'Baantjer' componeerde hij zowel de volledige underscores van alle afleveringen als de Baantjer Tune getiteld 'Circle Of Smiles', met gastsolist Toots Thielemans.
Voorts componeerde hij de muziek voor: 'Wij Alexander'(tv-Serie),'De Brug (tv-serie) en 'Het verdriet van België' (Vlaamse feature film van Jean-Pierre de Decker). 
Hij componeerde ook de muziek voor enkele films van zijn vader Bert Haanstra: 
'Nationale Parken - Noodzaak' (documentaire), 'Een pak slaag' (speelfilm) en 'Kinderen van Ghana' (documentaire).
- 2007 - 'HannaHannaH' (speelfilm)
- 2006 - 'Kruistocht in spijkerbroek (speelfilm)
- 2003 - 'Pipo en de P-P-Parelridder' (speelfilm)
- 2002 - 'Claim'(speelfilm), met in de hoofdrollen Billy Zane en Louise Lombard' (speelfilm)
- 1996 - 'De opvolger' (speelfilm)
- 1993 - 'De kleine blonde dood' (speelfilm)
- 1991 - 'Dierbaar' (speelfilm)
- 1988 - 'Kinderen van Ghana' (documentaire)
- 1983 - 'Vroeger kon je lachen' (documentaire)
- 1983 - 'Nederland' (documentaire)
- 1979 - 'Een pak slaag' (speelfilm)
- 1978 - 'Nationale Parken- Noodzaak' (documentaire)
- 1974 - 'Oom Ferdinand en de toverdrank' (speelfilm)
- 1972 - 'Circus op stelten' (speelfilm)

## Prijzen
Haanstra won een Edison in 1981 en een Gouden Harp in 1995.